# 중용 (철학)
중용(中庸, 영어: golden mean)은 어떠한 일에서나 사실과 진리에 알맞도록 하여 편향,편중(偏重)하지 않는 것이다. 중(中)이란 정도와 적중을 말하는 것으로서 산술적,기계적 평균이 아니다. 중용은 때때로 상례나 관행(慣行)에 따라서 무리없이 평온하게 사는 생활태도가 되기도 하나, 철학적으로는 심오한 뜻을 내포하고 있다.중용의 덕을 철학적으로 명확하게 한 사람은 아리스토텔레스로 그는 이성으로 욕망을 통제하고 과대(過大)와 과소(過小)의 극단을 초월하여 최적화 개념에 도달함으로써 도에 부합한다고 했다.

## 같이 보기
- 덕
- 도덕
- 선 (철학)

## 참고 문헌
- 이 문서에는 다음커뮤니케이션(현 카카오)에서 GFDL 또는 CC-SA 라이선스로 배포한 글로벌 세계대백과사전의 내용을 기초로 작성된 글이 포함되어 있습니다.